# Gerard Van De Steene
Gerard Van De Steene (Baaigem, 20 maart 1922 - Deinze, 5 januari 2010) was een Belgische wielrenner en erevoorzitter van de wielerclub K.V.C. Deinze. 
Van 1946-1959 was hij beroepsrenner, verder was hij werkzaam als cafébaas van café Baskuul en als winkelier in kanteldeuren en zonwering. Aanvankelijk reed hij voor de rijwielmerken Gantoise en Groene Leeuw, waarbij hij de knecht speelde, maar toch won hij enkele koersen, zoals de kermiskoers van Petegem in 1949 en 1953. Als twintigjarige werd hij lid van de Veloclub van Deinze, en van 1987-2006 was hij voorzitter van deze vereniging. 